# Сильно регулярний граф
У теорії графів сильно регулярний граф — граф, що має такі властивості: Нехай {\displaystyle G=(V,E)} — регулярний граф з {\displaystyle v} вершинами і степенем {\displaystyle k}. {\displaystyle G} називають сильно регулярним, якщо існують цілі {\displaystyle \lambda } і {\displaystyle \mu } такі, що:
- будь-які дві суміжні вершини мають {\displaystyle \lambda } спільних сусідів;
- будь-які дві несуміжні вершини мають {\displaystyle \mu } спільних сусідів.

Графи такого виду іноді позначають як {\displaystyle srg(v,k,\lambda ,\mu )}.
Деякі автори виключають графи, які задовольняють умовам тривіально, а саме графи, які є незв'язним об'єднанням одного або більше повних графів одного розміру, і їх доповнення, графи Турана.
Сильно регулярний граф є дистанційно-регулярним з діаметром {\displaystyle 2}, але тільки в тому випадку, коли {\displaystyle \mu } не дорівнює нулю.

## Властивості
- Чотири параметри в {\displaystyle srg(v,k,\lambda ,\mu )} не є незалежними і мають задовольняти такій умові:

{\displaystyle (v-k-1)\mu =k(k-\lambda -1)}
Цю умову можна отримати дуже просто, якщо підрахувати аргументи так:
- Уявімо, що вершини графа лежать на трьох рівнях. Виберемо будь-яку вершину як корінь, рівень {\displaystyle 0}. Тоді її {\displaystyle k} сусідніх вершин лежать на рівні {\displaystyle 1}, а решта лежать на рівні {\displaystyle 2}.
- Вершини рівня {\displaystyle 1} пов'язані безпосередньо з коренем, а тому вони повинні мати {\displaystyle \lambda } інших сусідів, які є сусідами кореня, і ці сусіди повинні також лежати на рівні {\displaystyle 1}. Оскільки кожна вершина має степінь {\displaystyle k}, є {\displaystyle k-\lambda -1} ребер, що з'єднують кожну вершину рівня {\displaystyle 1} з рівнем {\displaystyle 2}.
- Вершини рівня {\displaystyle 2} не пов'язані безпосередньо з коренем, а тому вони повинні мати {\displaystyle \mu } спільних сусідів з коренем, і всі ці сусіди повинні лежати на рівні {\displaystyle 1}. Таким чином, {\displaystyle \mu } вершин рівня {\displaystyle 1} пов'язані з кожною вершиною рівня {\displaystyle 2} і кожна з {\displaystyle k} вершин на рівні 1 пов'язана з {\displaystyle k-\lambda -1} вершин на рівні {\displaystyle 2}. Отримуємо, що число вершин на рівні {\displaystyle 2} дорівнює {\displaystyle k(k-\lambda -1)/\mu }.
- Повне число вершин на всіх трьох рівнях, таким чином, дорівнює {\displaystyle v=1+k+k(k-\lambda -1)/\mu } і, після перетворення, маємо {\displaystyle (v-k-1)\mu =k(k-\lambda -1)}.

- Нехай {\displaystyle \mathbf {I} } позначає одиничну матрицю (порядку {\displaystyle v}) і нехай {\displaystyle \mathbf {J} } позначає матрицю, всі елементи якої рівні {\displaystyle 1}. Матриця суміжності {\displaystyle \mathbf {A} } сильно регулярного графа має такі властивості:
  - {\displaystyle \mathbf {A} \mathbf {J} =k\mathbf {J} }
(Це тривіальне перефразування вимоги рівності степеня вершин числу {\displaystyle k}).
  - {\displaystyle {\mathbf {A} }^{2}+(\mu -\lambda ){\mathbf {A} }+(\mu -k){\mathbf {I} }=\mu {\mathbf {J} }}
(Перший член, {\displaystyle {\mathbf {A} }^{2}}, дає число двокрокових шляхів з будь-якої вершини до всіх вершин. Другий член, {\displaystyle (\mu -\lambda ){\mathbf {A} }}, відповідає безпосередньо пов'язаним ребрам. Третій член,{\displaystyle (\mu -k){\mathbf {I} }}, відповідає тривіальним парам, коли вершини в парі ті ж самі).
- Граф має рівно три власних значень:
  - {\displaystyle k}, кратність якого дорівнює 1
  - {\displaystyle {\frac {1}{2}}\left[(\lambda -\mu )+{\sqrt {(\lambda -\mu )^{2}+4(k-\mu )}}\right]}, кратність якого дорівнює {\displaystyle {\frac {1}{2}}\left[(v-1)-{\frac {2k+(v-1)(\lambda -\mu )}{\sqrt {(\lambda -\mu )^{2}+4(k-\mu )}}}\right]}
  - {\displaystyle {\frac {1}{2}}\left[(\lambda -\mu )-{\sqrt {(\lambda -\mu )^{2}+4(k-\mu )}}\right]}, кратність якого дорівнює {\displaystyle {\frac {1}{2}}\left[(v-1)+{\frac {2k+(v-1)(\lambda -\mu )}{\sqrt {(\lambda -\mu )^{2}+4(k-\mu )}}}\right]}
- Сильно регулярні графи, для яких {\displaystyle 2k+(v-1)(\lambda -\mu )=0}, називають конференсними зважаючи на їх зв'язки зі симетричними конференсними матрицями. Число незалежних параметрів цих графів скорочується до одного — {\displaystyle srg\left(v,{\frac {v-1}{2}},{\frac {v-5}{4}},{\frac {v-1}{4}}\right)}.
- Сильно регулярні графи, для яких {\displaystyle 2k+(v-1)(\lambda -\mu )\neq 0}, мають цілочисельні власні значення з нерівними кратностями.
- Доповнення {\displaystyle srg(v,k,\lambda ,\mu )} також сильно регулярне — це {\displaystyle srg(v,v-k-1,v-2-2k+\mu ,v-2k+\lambda )}.

## Приклади

Граф Пелі 13-го порядку, сильно регулярний граф із параметрами srg(13,6,2,3).

- {\displaystyle srg(5,2,0,1)} — цикл довжини 5;
- {\displaystyle srg(10,3,0,1)} — граф Петерсена;
- {\displaystyle srg(16,5,0,2)} — граф Клебша;
- {\displaystyle srg(16,6,2,2)} — граф Шрікханде, який не є дистанційно-транзитивним;
- {\displaystyle srg(27,10,1,5)} — реберний граф узагальненого чотирикутника {\displaystyle GQ(2,4)};
- {\displaystyle srg(27,16,10,8)} — граф Шлефлі[3];
- {\displaystyle srg(28,12,6,4)} — графи Чана;
- {\displaystyle srg(50,7,0,1)} — граф Гофмана — Синглтона;
- {\displaystyle srg(56,10,0,2)} — граф Гевірца;
- {\displaystyle srg(77,16,0,4)} — граф M22;
- {\displaystyle srg(81,20,1,6)} — граф Брауера — Хемерса;
- {\displaystyle srg(100,22,0,6)} — граф Гіґмана — Сімса;
- {\displaystyle srg(162,56,10,24)} — локальний граф Маклафліна[en];
- {\displaystyle srg(q,{\frac {q-1}{2}},{\frac {q-5}{4}},{\frac {q-1}{4}})} — граф Пелі порядку {\displaystyle q};
- {\displaystyle srg(n^{2},2n-2,n-2,2)} — {\displaystyle n\times n} квадратний туровий граф.

Сильно регулярний граф називається простим, якщо і граф, і його доповнення зв'язні. Всі наведені вище графи прості, оскільки в іншому випадку {\displaystyle \mu =0} або {\displaystyle \mu =k}.

### Графи Мура
Сильно регулярні графи з {\displaystyle \lambda =0} не містять трикутників. Крім повних графів з числом вершин менше 3 і всіх повних двочасткових графів сім наведених вище — це всі відомі графи цього виду. Сильно регулярні графи з {\displaystyle \lambda =0} і {\displaystyle \mu =1} — це графи Мура з обхватом 5. Знову ж, три графи, наведені вище, з параметрами {\displaystyle srg(5,2,0,1)}, {\displaystyle srg(10,3,0,1)} і {\displaystyle srg(50,7,0,1)}— це єдині відомі графи цього виду. Єдина інша можлива множина параметрів, відповідна графам Мура — це {\displaystyle srg(3250,57,0,1)}. Невідомо, чи існує такий граф, і якщо існує, чи єдиний він.